# Jozef Mačupa
Jozef Mačupa (* 5. prosince 1948) je bývalý slovenský fotbalista, obránce. Jeho bratr-dvojče Ladislav Mačupa s ním nastoupil ve 2 ligových utkáních.

## Fotbalová kariéra
V československé lize hrál za Tatran Prešov. Nastoupil ve 181 ligových utkáních a dal 2 góly. V Poháru UEFA nastoupil ve 4 utkáních. Ve druhé lize nastoupil za Prešov ve více než 200 utkáních.

## Ligová bilance
| Ročník                                   | Zápasy | Góly | Klub          |
| ---------------------------------------- | ------ | ---- | ------------- |
| 1. československá fotbalová liga 1969/70 | 28     | 0    | Tatran Prešov |
| 1. československá fotbalová liga 1970/71 | 28     | 0    | Tatran Prešov |
| 1. československá fotbalová liga 1971/72 | 21     | 0    | Tatran Prešov |
| 1. československá fotbalová liga 1972/73 | 30     | 1    | Tatran Prešov |
| 1. československá fotbalová liga 1973/74 | 30     | 0    | Tatran Prešov |
| 1. československá fotbalová liga 1977/78 | 29     | 1    | Tatran Prešov |
| 1. československá fotbalová liga 1978/79 | 15     | 0    | Tatran Prešov |
| CELKEM 1. liga                           | 181    | 2    |               |